# 姜武
姜武（1967年11月4日—），原名姜小兵，河北唐山人，中国男演员，毕业于北京电影学院表演系。中国国家话剧院演员。

## 家庭
姜武的哥哥为演员姜文，妹妹姜欢。

## 作品
本节列出了姜武参演的电影、电视剧和话剧作品。

### 电影
- 1992《葛老爷子》 饰 葛军
- 1993《英雄劫》 饰 赵大满
- 1993《高楼边》 饰 皮特
- 1994《活着》 饰 二喜
- 1998《良心》 饰 金光泽
- 1998《美丽新世界》 饰 张宝根
- 1999《洗澡》 饰 刘二明
- 2000《鬼子来了》 饰 国军行刑队员
- 2000《缘分的天空》 饰 梁赫
- 2001《走到底》 饰 小王
- 2001《100个小偷》 饰 警察
- 2002《我的兄弟姐妹》 饰 齐忆苦
- 2003《虚构谋杀》 饰 老板
- 2004《家和万事兴之双喜临门》 饰 侯飞
- 2007《生日快乐！安先生》 饰 安先生
- 2008《谁都有秘密》 饰 林友
- 2008《5颗子弹》 饰 胡志军
- 2009《浮出水面的影子》
- 2009《我的唐朝兄弟》 饰 陈六
- 2010《讓子彈飛》 饰 武智沖(武舉人)
- 2011《武侠》 饰 探子
- 2011《白蛇传说》 饰 仙人
- 2011《极速天使》
- 2011《建党伟业》
- 2011《戰國》 饰 田忌
- 2011《雪花与秘扇》 饰 屠夫
- 2011《辛亥革命》 饰 黎元洪
- 2011《非常绑匪》
- 2011《山寨也疯狂》
- 2011《武侠》 饰 探子
- 2011《乐翻天》
- 2013《天定》 饰 大海
- 2014《临时同居》 饰 石先生
- 2014《微爱之渐入佳境》 饰 酒店保安(客串)
- 2015《咱们结婚吧》
- 2015《我是女王》
- 2015《愛我就陪我看電影》
- 2015《捉妖记》
- 2017《完美有多美》 饰 程天乐
- 2017《神秘家族》 饰 苗爸
- 2017《拆弹专家》 饰 洪繼鵬
- 2018《暴裂无声》
- 2019《我和我的祖国》
- 2019《侠路相逢》 饰 秦晋
- 2020《八佰》 饰 老铁
- 2021《扫黑·决战》 饰 宋一锐
- 2023《斗破苍穹·觉醒》(網絡電影)饰 云山
- 2023《斗破苍穹·止戈》(網絡電影)饰 云山
- 2023《绑架毛乎乎》)饰 任胜利
- 2024《零度极限》 饰 宋北方
- 2024《斗破苍穹3除恶》(網絡電影)饰 云山
- 2024《三叉戟》 饰 徐国柱(大棍子)
- 2024《出走的决心》 饰 孙大勇
- 2025《老狗》(網絡電影)饰 老狗
- 2025《斗破苍穹4：逃亡》(網絡電影)饰 云山
- 2025《非常交易》 饰 鲍帅
- 2025《戏台》 饰 洪大帅
- 2025《731》 饰 王永章
- 2025《绑架毛乎乎》 饰 任胜利
- 待上映《萤火之光》
- 待上映《寻龙诀·觅踪》 饰 王凯旋
- 待上映《不期而愈》 饰 孟南
- 待上映《最好的你最坏的我》

### 电视剧
- 1992《大都市》
- 1993《俄罗斯姑娘在哈尔滨》 饰 方天成
- 1993《我爱我家》 饰 嫌疑犯
- 1996《富贵双城》 饰 周自衡
- 1997《暗枪》（又名《大军阀》《韩复渠》）饰 军阀韩复渠
- 1997《一场风花雪月的事》 饰 薛宇
- 2000《难得有情人》
- 2000《缘分的天空》
- 2000《別了溫哥華》
- 2000《前世今生》
- 2001《青春不解风情》
- 2001《幸福家庭》
- 2001《一脚定江山》
- 2001《杀青》
- 2001《给我一个妈》
- 2001《一家之主 (中國電視劇)｜一家之主》
- 2002《相見恨早》
- 2002《爱情与阴谋》
- 2003《反黑组》（又名冷锋）
- 2003《天空下缘分》
- 2003《誓言》
- 2004《追踪》
- 2004《爱情滋味》
- 2004《别了,温哥华》
- 2004《铁血青春》
- 2005《家有九凤》
- 2005《大浴女》
- 2005《爱情二十年》
- 2005《情归》
- 2005《危情杜鹃II》
- 2005《决不放弃》
- 2005《野火春风斗古城》
- 2006《警察故事》: 《较量》
- 2006《开盘》
- 2007《幸福来了你就喊》
- 2007《决不妥协》
- 2007《水与火的缠绵》
- 2007《麦琪的礼物》
- 2008《石头剪刀布》
- 2008《爱上夏天爱上她》
- 2008《追踪》
- 2008《奇妙女孩》
- 2009《满堂爹娘》
- 2009《我是老板》
- 2009《永不回头》
- 2009《小姨多鹤》
- 2010《女人如花》
- 2011《誓言今生》
- 2011《向东是大海》
- 2013《隋唐演義》
- 2014《天网·行踪》
- 2014《婚姻料理》
- 2014《良心》
- 2014《美丽背后》
- 2014《虎口拔牙》
- 2015《伙伴夫妻》
- 2015《乱世书香》
- 2016《我們最美好的十年》(客串)
- 2016《无名者》
- 2017《生逢灿烂的日子》
- 2019《小幸福》 饰 姜德顺 (兼任"出品人""總監製")
- 2019《瀛寰之志》(2011年拍攝)饰 绵恺
- 2020《爱之初》(2015年拍攝)饰 田二麦
- 2024《江河日上》 饰 钱起
- 2024《二十一天》飾 周乙（網絡劇）
- 2025《修仙记之何仙姑传》(2016年拍攝)饰 铁拐李
- 待播《上海五虎》 饰 杜文清
- 待播《火星孤儿》
- 待播《拂晓行动》
- 待播《風過留痕》 饰 劉洋
- 待播《闪耀的警徽》

### 话剧
- 离了婚就别再来找我
- 三姊妹
- 生逢其时

## 奖项
- 1992年 获中国长春国际电影节“长春银杯奖”《葛老爷子》
- 2000年 《洗澡》获得长春国际电影节最佳男配角奖
- 2000年 《洗澡》获得夏威夷国际电影节最佳男主角奖
- 2001年 荣获第八届电影学会金凤凰奖
- 2004年 因在《别了，温哥华》中的出色表演，荣获第四届电视节“双十佳”“十佳”演员奖
- 2010年 《我的唐朝兄弟》获得第二届英国万像国际华语电影节最佳男演员奖
- 2012年华鼎奖 凭《誓言今生》获中國近代革命題材電視劇最佳男演員